# Nemesrádó, Zala
Nemesrádó  este un sat în districtul Zalaegerszeg, județul Zala, Ungaria, având o populație de 308 locuitori (2011). 

## Demografie
Componența etnică a satului Nemesrádó
     Maghiari (92,37%)
     Romi (6,11%)
     Germani (1,53%)
Componența confesională a satului Nemesrádó
     Romano-catolici (64,61%)
     Fără religie (8,12%)
     Necunoscută (27,27%)
Conform recensământului din 2011, satul Nemesrádó avea 308 locuitori. Din punct de vedere etnic, majoritatea locuitorilor (92,37%) erau maghiari, existând și minorități de romi (6,11%) și germani (1,53%).  Din punct de vedere confesional, majoritatea locuitorilor (64,61%) erau romano-catolici, cu o minoritate de persoane fără religie (8,12%). Pentru 27,27% din locuitori nu este cunoscută apartenența confesională.